# Karina Marimon
Karina Marimon, née le 6 mars 1972, est une comédienne et chanteuse française.

## Biographie
Karina Marimon est diplômée de l'École nationale supérieure des arts et techniques du théâtre.
Après sa formation, on la voit dans du théâtre contemporain ainsi que dans des spectacles de comédie, de one man show et de chanson. Elle tourne aussi pour le cinéma et la télévision.
À partir de juin 2017, elle joue au théâtre dans les deux premières saisons de Et pendant ce temps Simone veille.
Elle est également l'auteure-interprète de l'album  Une gueule à part. Elle est l'une des héroïnes de la série La Petite Histoire de France sur W9 où elle joue le rôle de Renata Plancher née Bonaparte, cousine de Napoléon. Elle apparaît dans Scènes de ménages où elle joue le rôle de Sylvie, une amie de Liliane. 
À partir du 2 mai 2024, elle fait ses débuts sur RTL dans l'émission Les Grosses Têtes de Laurent Ruquier.

## Filmographie

### Cinéma

#### Longs métrages
- 2002 : Monsieur Batignole de Gérard Jugnot : la voisine dans le train
- 2004 : Tout le plaisir est pour moi d'Isabelle Broué : le témoignage de la mère
- 2005 : Au suivant ! de Jeanne Biras : l'employée du Trésor Public
- 2005 : L'Antidote de Vincent de Brus : la femme de ménage de Jacques-Alain Marty
- 2008 : La Guerre des miss de Patrice Leconte : Josy
- 2009 : Coco avant Chanel de Anne Fontaine : la fille au pique-nique
- 2013 : Les Garçons et Guillaume, à table ! de Guillaume Gallienne : Pilar
- 2016 : La Vache de Mohamed Hamidi : Cathy
- 2016 : Radin ! de Fred Cavayé : Carole
- 2019 : La Vérité si je mens ! Les débuts : Stella
- 2020 : Une belle équipe de Mohamed Hamidi : l'ex femme de Marco
- 2020 : 10 jours sans maman de Ludovic Bernard : Christiane
- 2021 : Rumba la vie de Franck Dubosc : Carmen Rodriguez Llorca
- 2021 : Opération Portugal : Madalena
- 2023 : La Marginale de Franck Cimière : la tante de Théo
- 2023 : Nouveau départ de Philippe Lefebvre : Vanessa

#### Courts métrages
- 2003 : Alice ou le cul des autres... de Virginie Sauveur : Julie
- 2003 : Aulnay Need Is Love de Fodil Chabbi : la prof de philo
- 2003 : Oral de Fodil Chabbi : la prof

### Télévision

#### Téléfilms
- 2006 : Maldonne de Patrice Martineau : Louisa
- 2007 : Dombais et fils de Laurent Jaoui : Suzanne
- 2008 : La maison Tellier d'Élisabeth Rappeneau : Germaine
- 2012 : Mademoiselle Joubert : Geneviève Salengro
- 2015 : Stavisky, l'escroc du siècle de Claude-Michel Rome : Germaine Soleil
- 2024 : L'Enchanteur : la standardiste
- 2024 : Le Chant des sirènes de Jean-Marc Thérin : commandante El Fassi

#### Séries télévisées
- 2004 : zodiaque: de Claude-Michel Rome: une infirmière
- 2012 : Le Jour où tout a basculé... À l'audience: Dolorès Velasquez
- Depuis 2015 : La Petite Histoire de France : Rénata Plancher, cousine de Napoléon
- 2015 : Un village français : Mathilde, la candidate chanteuse pour le bal de la Libération, saison 6 épisode 8
- 2019 : Scènes de ménages : Sylvie, l'amie divorcée de Liliane
- 2019 : Section de recherches : Double jeu [S13-E04] : Patricia
- 2020 : Les Copains d'abord de Denis Imbert : Christine
- 2023 : SKAM France : Aude, la mère de Maël, saison 12

## Théâtre
- 1998 : La chute de l’ange rebelle, mise en scène de Roland Fichet
- 2000 : Le Songe d'une nuit d'été, mise en scène de John Strasberg
- 2002 : La fine fleur de l'Andalousie, mise en scène de Caroline Loeb
- 2003 : Guy s'en va, mise en scène de Julien Collet
- 2004 : On n'avait pas dit neuf heures de Christophe Rouzaud[5]
- 2012-2013 : J'aime beaucoup ce que vous faites, mise en scène de Xavier Letourneur - Palais des Glaces
- 2014-2015 : Et pendant ce temps Simone veille, mise en scène de Corinne Berron, Hélène Serres, Vanina Sicurani[6]
- 2016 : De vrais gamins de Pascal Rocher
- 2017 : Le jardin d'Alphonse, Suzanne, auteur et mise en scène Didier Caron - Théâtre Michel à Paris
- 2019 : Palace, mise en scène de Jean-Michel Ribes - Théâtre de Paris à Paris
- 2023 : Big mother, de et mise en scène de Mélody Mouey - Théâtre des Béliers Parisiens
- 2024 : La Joconde parle enfin au théâtre de l'Œuvre à Paris,  écrite par Laurent Ruquier, mis en scène par Rodolphe Sand[7].

## Discographie
- 2010 : Une gueule à part[2]

## Distinction

### Nomination
- Molières 2023 : Molière de la comédienne dans un second rôle pour Big Mother